# Distrito electoral de Lima
Lima (anteriormente Lima y Residentes en el Extranjero) es uno de los 27 distritos electorales representados en el Congreso de la República del Perú. La circunscripción elige actualmente a 33 congresistas. Sus límites corresponden a los de la provincia de Lima. El sistema electoral utiliza el método D'Hondt y una representación proporcional con doble voto preferencial opcional.

## Representantes
| 2 | 1 | 2 | 1 | 10 | 18 | 6 |

| 10 | 21 | 2 | 7 |

| 2 | 2 | 6 | 7 | 9 | 14 |

| 1 | 7 | 12 | 4 | 1 | 6 | 1 | 3 |

| 6 | 7 | 2 | 3 | 1 | 8 | 8 |

| 7 | 6 | 2 | 8 | 4 | 9 |

| 3 | 3 | 2 | 3 | 10 | 15 |

| 1 | 3 | 5 | 6 | 2 | 2 | 8 | 5 | 4 |

| 2 | 3 | 2 | 3 | 3 | 2 | 3 | 4 | 5 | 6 |

## Elecciones

### Elecciones parlamentarias de 2021
| Partidos y coaliciones                                                                               | Partidos y coaliciones                    | Voto popular | Voto popular | Voto popular | Escaños | Escaños |
| Partidos y coaliciones                                                                               | Partidos y coaliciones                    | Votos        | %            | ±pp          | Total   | +/−     |
| --- | ----------------------------------------- | ------------ | ------------ | ------------ | ------- | ------- |
| | Renovación Popular (RP)1                  | 587,985      | 13.56        | +11.99       | 6       | +6      |
| | Fuerza Popular (FP)                       | 509,745      | 11.76        | +3.69        | 5       | +1      |
| | Avanza País (AvP)                         | 467,794      | 10.79        | +8.71        | 4       | +4      |
| | Partido Morado (PM)                       | 379,830      | 8.76         | –2.46        | 3       | –3      |
| | Somos Perú (SP)                           | 355,326      | 8.20         | +3.48        | 3       | +1      |
| | Podemos Perú (PP)                         | 318,466      | 7.35         | –8.00        | 3       | –5      |
| | Juntos por el Perú (JP)                   | 285,218      | 6.58         | +1.66        | 3       | +3      |
| | Acción Popular (AP)                       | 258,344      | 5.96         | –3.32        | 2       | –3      |
| | Victoria Nacional (VN)                    | 238,010      | 5.49         | Nuevo        | 0       | ±0      |
| | Perú Libre (PL)                           | 234,681      | 5.41         | +3.34        | 2       | +2      |
| | Alianza para el Progreso (APP)            | 196,878      | 4.54         | +1.04        | 2       | ±0      |
| | Frente Popular Agrícola del Perú (Frepap) | 171,032      | 3.95         | –5.88        | 0       | –5      |
| | Partido Popular Cristiano (PPC)           | 110,341      | 2.55         | –2.84        | 0       | ±0      |
| | Unión por el Perú (UPP)                   | 78,096       | 1.80         | –1.56        | 0       | –1      |
| | Partido Nacionalista Peruano (PNP)        | 34,524       | 0.80         | n/a          | 0       | ±0      |
| | Perú Patria Segura (PPS)                  | 28,070       | 0.65         | –2.56        | 0       | ±0      |
| | Frente Amplio (FA)                        | 27,243       | 0.63         | –5.08        | 0       | –3      |
| | Renacimiento Unido Nacional (RUNA)        | 25,051       | 0.58         | –0.40        | 0       | ±0      |
| | Democracia Directa (DD)                   | 23,489       | 0.54         | –1.60        | 0       | ±0      |
| | Contigo (C)                               | 5,787        | 0.13         | –0.91        | 0       | ±0      |
| |                                           |              |              |              |         |         |
| Total                                                                                                | Total                                     | 4,335,910    |              |              | 33      | –3      |
| |                                           |              |              |              |         |         |
| Votos válidos                                                                                        | Votos válidos                             | 4,335,910    | 76.60        | –8.90        |         |         |
| Votos en blanco                                                                                      | Votos en blanco                           | 502,308      | 8.87         | +7.21        |         |         |
| Votos nulos                                                                                          | Votos nulos                               | 822,281      | 14.53        | +1.69        |         |         |
| Votos emitidos                                                                                       | Votos emitidos                            | 5,660,499    | 74.89        | +0.25        |         |         |
| Abstenciones                                                                                         | Abstenciones                              | 1,898,082    | 25.11        | –0.25        |         |         |
| Votantes registrados                                                                                 | Votantes registrados                      | 7,558,581    |              |              |         |         |
| |                                           |              |              |              |         |         |
| Fuente:                                                                                              |                                           |              |              |              |         |         |
| Notas al pie: 1 Comparado con los resultados de Solidaridad Nacional (SN) en las elecciones de 2020. |                                           |              |              |              |         |         |
| Notas al pie:                                                                                        |                                           |              |              |              |         |         |
| 1 Comparado con los resultados de Solidaridad Nacional (SN) en las elecciones de 2020.               |                                           |              |              |              |         |         |

### Elecciones parlamentarias de 2020
| Partidos y coaliciones | Partidos y coaliciones                    | Voto popular | Voto popular | Voto popular | Escaños | Escaños |
| Partidos y coaliciones | Partidos y coaliciones                    | Votos        | %            | ±pp          | Total   | +/−     |
| --- | ----------------------------------------- | ------------ | ------------ | ------------ | ------- | ------- |
| | Podemos Perú (PP)                         | 834,790      | 15.35        | Nuevo        | 8       | +8      |
| | Partido Morado (PM)                       | 602,992      | 11.22        | Nuevo        | 6       | +6      |
| | Frente Popular Agrícola del Perú (Frepap) | 528,332      | 9.83         | Nuevo        | 5       | +5      |
| | Acción Popular (AP)                       | 498,434      | 9.28         | +1.60        | 5       | +2      |
| | Fuerza Popular (FP)                       | 433,444      | 8.07         | –28.95       | 4       | –11     |
| | Frente Amplio (FA)                        | 306,835      | 5.71         | –3.94        | 3       | ±0      |
| | Partido Popular Cristiano1 (PPC)          | 289,407      | 5.39         | n/a          | 0       | ±0      |
| | Juntos por el Perú (JP)                   | 264,162      | 4.92         | Nuevo        | 0       | ±0      |
| | Somos Perú2 (SP)                          | 253,529      | 4.72         | n/a          | 2       | +2      |
| | Alianza para el Progreso2 (APP)           | 187 895      | 3.50         | n/a          | 2       | ±0      |
| | Unión por el Perú3 (UPP)                  | 180,435      | 3.36         | n/a          | 1       | +1      |
| | Perú Patria Segura (PPS)                  | 172,287      | 3.21         | Nuevo        | 0       | ±0      |
| | Partido Aprista Peruano1 (APRA)           | 137,472      | 2.56         | n/a          | 0       | –3      |
| | Democracia Directa (DD)                   | 115,196      | 2.14         | +1.14        | 0       | ±0      |
| | Avanza País (AvP)                         | 111,698      | 2.08         | Nuevo        | 0       | ±0      |
| | Perú Libre (PL)                           | 111,011      | 2.07         | Nuevo        | 0       | ±0      |
| | Solidaridad Nacional3 (SN)                | 84,128       | 1.57         | n/a          | 0       | ±0      |
| | Perú Nación (PN)                          | 82,125       | 1.53         | Nuevo        | 0       | ±0      |
| | Vamos Perú1 (VP)                          | 71,304       | 1.33         | n/a          | 0       | ±0      |
| | Contigo4 (C)                              | 55,773       | 1.04         | –23.74       | 0       | –10     |
| | Renacimiento Unido Nacional (RUNA)        | 52,669       | 0.98         | Nuevo        | 0       | ±0      |
| |                                           |              |              |              |         |         |
| Total | Total                                     | 5,373,918    |              |              | 36      | ±0      |
| |                                           |              |              |              |         |         |
| Votos válidos | Votos válidos                             | 5,373,918    | 85.50        | +18.84       |         |         |
| Votos en blanco | Votos en blanco                           | 104,164      | 1.66         | –7.39        |         |         |
| Votos nulos | Votos nulos                               | 807,330      | 12.84        | –11.45       |         |         |
| Votos emitidos | Votos emitidos                            | 6,285,412    | 74.64        | –8.58        |         |         |
| Abstenciones | Abstenciones                              | 2,135,670    | 25.36        | +8.58        |         |         |
| Votantes registrados | Votantes registrados                      | 8,421,082    |              |              |         |         |
| |                                           |              |              |              |         |         |
| Fuente: |                                           |              |              |              |         |         |
| Notas al pie: 1 Dentro de la coalición Alianza Popular en las elecciones de 2016. 2 Dentro de la coalición Alianza para el Progreso del Perú en las elecciones de 2016. 3 Dentro de la coalición Alianza Solidaridad Nacional en las elecciones de 2016 (retiraron su candidatura). 4 Comparado con los resultados de su partido antecesor Peruanos por el Kambio en las elecciones de 2016. |                                           |              |              |              |         |         |
| Notas al pie: |                                           |              |              |              |         |         |
| 1 Dentro de la coalición Alianza Popular en las elecciones de 2016. 2 Dentro de la coalición Alianza para el Progreso del Perú en las elecciones de 2016. 3 Dentro de la coalición Alianza Solidaridad Nacional en las elecciones de 2016 (retiraron su candidatura). 4 Comparado con los resultados de su partido antecesor Peruanos por el Kambio en las elecciones de 2016.               |                                           |              |              |              |         |         |

### Elecciones parlamentarias de 2016
| Partidos y coaliciones | Partidos y coaliciones                         | Voto popular | Voto popular | Voto popular | Escaños | Escaños |
| Partidos y coaliciones | Partidos y coaliciones                         | Votos        | %            | ±pp          | Total   | +/−     |
| --- | ---------------------------------------------- | ------------ | ------------ | ------------ | ------- | ------- |
| | Fuerza Popular1 (FP)                           | 1,595,499    | 37.02        | +13.73       | 15      | +6      |
| | Peruanos por el Kambio (PPK)                   | 1,072,000    | 24.87        | Nuevo        | 10      | +10     |
| | Frente Amplio (FA)                             | 415,738      | 9.65         | Nuevo        | 3       | +3      |
| | Alianza Popular2 (APRA–PPC–VP)                 | 379,539      | 8.81         | n/a          | 3       | –5      |
| | Acción Popular3 (AP)                           | 331,148      | 7.68         | n/a          | 3       | +1      |
| | Alianza para el Progreso del Perú4 (APP–RN–SP) | 239,894      | 5.57         | n/a          | 2       | +1      |
| | Perú Posible3 (PP)                             | 131,285      | 3.05         | n/a          | 0       | –3      |
| | Frente Esperanza (FE)                          | 63,821       | 1.48         | Nuevo        | 0       | ±0      |
| | Democracia Directa5 (DD)                       | 42,915       | 1.00         | –0.23        | 0       | ±0      |
| | Orden (O)                                      | 37,970       | 0.88         | Nuevo        | 0       | ±0      |
| |                                                |              |              |              |         |         |
| Total | Total                                          | 4,309,809    |              |              | 36      | ±0      |
| |                                                |              |              |              |         |         |
| Votos válidos | Votos válidos                                  | 4,309,809    | 66.66        | –14.53       |         |         |
| Votos en blanco | Votos en blanco                                | 585,025      | 9.05         | +2.10        |         |         |
| Votos nulos | Votos nulos                                    | 1,570,840    | 24.29        | +12.43       |         |         |
| Votos emitidos | Votos emitidos                                 | 6,465,674    | 83.22        | –0.79        |         |         |
| Abstenciones | Abstenciones                                   | 1,303,799    | 16.78        | +0.79        |         |         |
| Votantes registrados | Votantes registrados                           | 7,769,473    |              |              |         |         |
| |                                                |              |              |              |         |         |
| Fuente: |                                                |              |              |              |         |         |
| Notas al pie: 1 Comparado con los resultados de su partido antecesor Fuerza 2011 en las elecciones de 2011. 2 Comparado con los resultados del Partido Aprista Peruano y el Partido Popular Cristiano en las elecciones de 2011. 3 Dentro de la coalición Alianza Electoral Perú Posible en las elecciones de 2011. 4 Comparado con los resultados de Alianza para el Progreso , Restauración Nacional (ambos dentro de la coalición Alianza por el Gran Cambio ) y Somos Perú (dentro de la coalición Alianza Electoral Perú Posible ) en las elecciones de 2011. 5 Comparado con los resultados de su partido antecesor Fonavistas del Perú en las elecciones de 2011. |                                                |              |              |              |         |         |
| Notas al pie: |                                                |              |              |              |         |         |
| 1 Comparado con los resultados de su partido antecesor Fuerza 2011 en las elecciones de 2011. 2 Comparado con los resultados del Partido Aprista Peruano y el Partido Popular Cristiano en las elecciones de 2011. 3 Dentro de la coalición Alianza Electoral Perú Posible en las elecciones de 2011. 4 Comparado con los resultados de Alianza para el Progreso, Restauración Nacional (ambos dentro de la coalición Alianza por el Gran Cambio) y Somos Perú (dentro de la coalición Alianza Electoral Perú Posible) en las elecciones de 2011. 5 Comparado con los resultados de su partido antecesor Fonavistas del Perú en las elecciones de 2011.                  |                                                |              |              |              |         |         |

### Elecciones parlamentarias de 2011
| Partidos y coaliciones | Partidos y coaliciones                       | Voto popular | Voto popular | Voto popular | Escaños | Escaños |
| Partidos y coaliciones | Partidos y coaliciones                       | Votos        | %            | ±pp          | Total   | +/−     |
| --- | -------------------------------------------- | ------------ | ------------ | ------------ | ------- | ------- |
| | Fuerza 20111 (F2011)                         | 1,071,596    | 23.29        | +4.39        | 9       | +1      |
| | Alianza por el Gran Cambio2 (APP–PPC–PHP–RN) | 977,041      | 21.23        | n/a          | 8       | +2      |
| | Gana Perú3 (PNP–PS–PCP–PSR)                  | 777,477      | 16.90        | +15.57       | 7       | +7      |
| | Perú Posible4 (PP–AP–SP)                     | 685,709      | 14.90        | +0.29        | 6       | +1      |
| | Solidaridad Nacional5 (SN–UPP–C90–SU–TPP)    | 527,345      | 11.46        | n/a          | 4       | –4      |
| | Partido Aprista Peruano (APRA)               | 285,490      | 6.20         | –11.21       | 2       | –5      |
| | Cambio Radical (CR)                          | 138,372      | 3.01         | Nuevo        | 0       | ±0      |
| | Fonavistas del Perú (FP)                     | 56,516       | 1.23         | Nuevo        | 0       | ±0      |
| | Fuerza Social (FS)                           | 36,362       | 0.79         | Nuevo        | 0       | ±0      |
| | Adelante (Adelante)                          | 14,553       | 0.32         | Nuevo        | 0       | ±0      |
| | Fuerza Nacional (FN)                         | 13,145       | 0.29         | Nuevo        | 0       | ±0      |
| | Justicia, Tecnología, Ecología (JTE)         | 10,328       | 0.22         | Nuevo        | 0       | ±0      |
| | Despertar Nacional (DN)                      | 7,621        | 0.17         | Nuevo        | 0       | ±0      |
| |                                              |              |              |              |         |         |
| Total | Total                                        | 4,601,555    |              |              | 36      | +1      |
| |                                              |              |              |              |         |         |
| Votos válidos | Votos válidos                                | 4,601,555    | 81.19        | +3.62        |         |         |
| Votos en blanco | Votos en blanco                              | 393,673      | 6.95         | –0.38        |         |         |
| Votos nulos | Votos nulos                                  | 672,116      | 11.86        | –3.24        |         |         |
| Votos emitidos | Votos emitidos                               | 5,667,344    | 84.01        | –4.10        |         |         |
| Abstenciones | Abstenciones                                 | 1,078,641    | 15.99        | +4.10        |         |         |
| Votantes registrados | Votantes registrados                         | 6,745,985    |              |              |         |         |
| |                                              |              |              |              |         |         |
| Fuente: |                                              |              |              |              |         |         |
| Notas al pie: 1 Comparado con los resultados de la coalición Alianza por el Futuro en las elecciones de 2006. 2 Comparado con los resultados del Partido Popular Cristiano (dentro de Unidad Nacional ) en las elecciones de 2006. 3 Comparado con los resultados del Partido Socialista en las elecciones de 2006. 4 Comparado con los resultados del partido Perú Posible y la alianza Frente de Centro en las elecciones de 2006. 5 Comparado con los resultados del partido Unión por el Perú y Solidaridad Nacional (dentro de Unidad Nacional ) en las elecciones de 2006. |                                              |              |              |              |         |         |
| Notas al pie: |                                              |              |              |              |         |         |
| 1 Comparado con los resultados de la coalición Alianza por el Futuro en las elecciones de 2006. 2 Comparado con los resultados del Partido Popular Cristiano (dentro de Unidad Nacional) en las elecciones de 2006. 3 Comparado con los resultados del Partido Socialista en las elecciones de 2006. 4 Comparado con los resultados del partido Perú Posible y la alianza Frente de Centro en las elecciones de 2006. 5 Comparado con los resultados del partido Unión por el Perú y Solidaridad Nacional (dentro de Unidad Nacional) en las elecciones de 2006.                 |                                              |              |              |              |         |         |

### Elecciones parlamentarias de 2006
| Partidos y coaliciones | Partidos y coaliciones                            | Voto popular | Voto popular | Voto popular | Escaños | Escaños |
| Partidos y coaliciones | Partidos y coaliciones                            | Votos        | %            | ±pp          | Total   | +/−     |
| --- | ------------------------------------------------- | ------------ | ------------ | ------------ | ------- | ------- |
| | Unidad Nacional (PPC–SN–RN)                       | 836,362      | 20.18        | +5.47        | 8       | +2      |
| | Alianza por el Futuro1 (C90–NM–SC)                | 783,314      | 18.90        | +5.95        | 8       | +4      |
| | Partido Aprista Peruano (APRA)                    | 721,279      | 17.41        | +0.27        | 7       | ±0      |
| | Unión por el Perú (UPP)                           | 598,051      | 14.43        | +11.68       | 6       | +5      |
| | Frente de Centro2 (AP–SP–CNI)                     | 327,556      | 7.90         | +1.32        | 3       | +2      |
| | Perú Posible (PP)                                 | 277,922      | 6.71         | –22.79       | 2       | –10     |
| | Restauración Nacional (RN)                        | 194,792      | 4.70         | Nuevo        | 1       | +1      |
| | Partido Socialista (PS)                           | 55,272       | 1.33         | Nuevo        | 0       | ±0      |
| | Frente Independiente Moralizador (FIM)            | 53,743       | 1.30         | –10.53       | 0       | –4      |
| | Avanza País - Partido de Integración Social (AvP) | 41,905       | 1.01         | Nuevo        | 0       | ±0      |
| | Concertación Descentralista (PDS–MHP)             | 29,678       | 0.72         | Nuevo        | 0       | ±0      |
| | Alianza para el Progreso (APP)                    | 29,504       | 0.71         | Nuevo        | 0       | ±0      |
| | Justicia Nacional (JN)                            | 29,185       | 0.70         | Nuevo        | 0       | ±0      |
| | Frente Popular Agrícola del Perú (Frepap)         | 26,610       | 0.64         | –0.75        | 0       | ±0      |
| | Con Fuerza Perú                                   | 26,236       | 0.63         | Nuevo        | 0       | ±0      |
| | Fuerza Democrática (FD)                           | 24,544       | 0.59         | Nuevo        | 0       | ±0      |
| | Movimiento Nueva Izquierda (MNI)                  | 20,154       | 0.49         | Nuevo        | 0       | ±0      |
| | Perú Ahora                                        | 18,467       | 0.45         | Nuevo        | 0       | ±0      |
| | Renacimiento Andino (RA)                          | 14,584       | 0.35         | n/a          | 0       | ±0      |
| | Y se llama Perú                                   | 8,866        | 0.21         | Nuevo        | 0       | ±0      |
| | Reconstrucción Democrática                        | 7,740        | 0.19         | Nuevo        | 0       | ±0      |
| | Progresemos Perú                                  | 7,163        | 0.17         | Nuevo        | 0       | ±0      |
| | Proyecto País (PrP)                               | 6,198        | 0.15         | –1.50        | 0       | ±0      |
| | Resurgimiento Peruano                             | 4,963        | 0.12         | Nuevo        | 0       | ±0      |
| |                                                   |              |              |              |         |         |
| Total | Total                                             | 4,144,088    |              |              | 35      | ±0      |
| |                                                   |              |              |              |         |         |
| Votos válidos | Votos válidos                                     | 4,144,088    | 77.57        | –5.18        |         |         |
| Votos en blanco | Votos en blanco                                   | 391,482      | 7.33         | –0.40        |         |         |
| Votos nulos | Votos nulos                                       | 806,868      | 15.10        | +5.58        |         |         |
| Votos emitidos | Votos emitidos                                    | 5,342,438    | 88.11        | +6.99        |         |         |
| Abstenciones | Abstenciones                                      | 720,671      | 11.89        | –6.99        |         |         |
| Votantes registrados | Votantes registrados                              | 6,063,109    |              |              |         |         |
| |                                                   |              |              |              |         |         |
| Fuente: |                                                   |              |              |              |         |         |
| Notas al pie: 1 Comparado con los resultados de los partidos Cambio 90 – Nueva Mayoría y Solución Popular ( Sí Cumple ) en las elecciones de 2001. 2 Comparado con los resultados de los partidos Acción Popular y Somos Perú en las elecciones de 2001. |                                                   |              |              |              |         |         |
| Notas al pie: |                                                   |              |              |              |         |         |
| 1 Comparado con los resultados de los partidos Cambio 90–Nueva Mayoría y Solución Popular (Sí Cumple) en las elecciones de 2001. 2 Comparado con los resultados de los partidos Acción Popular y Somos Perú en las elecciones de 2001.                   |                                                   |              |              |              |         |         |

### Elecciones parlamentarias de 2001
| Partidos y coaliciones | Partidos y coaliciones                    | Voto popular | Voto popular | Voto popular | Escaños | Escaños |
| Partidos y coaliciones | Partidos y coaliciones                    | Votos        | %            | ±pp          | Total   | +/−     |
| ---------------------- | ----------------------------------------- | ------------ | ------------ | ------------ | ------- | ------- |
|                        | Perú Posible (PP)                         | 1,061,400    | 29.50        | n/a          | 12      | n/a     |
|                        | Partido Aprista Peruano (APRA)            | 616,855      | 17.14        | n/a          | 7       | n/a     |
|                        | Unidad Nacional (PPC–SN–RN–CR)            | 529,448      | 14.71        | n/a          | 6       | n/a     |
|                        | Frente Independiente Moralizador (FIM)    | 425,669      | 11.83        | n/a          | 4       | n/a     |
|                        | Cambio 90–Nueva Mayoría (C90–NM)          | 345,173      | 9.59         | n/a          | 3       | n/a     |
|                        | Somos Perú (SP)                           | 159,207      | 4.42         | n/a          | 1       | n/a     |
|                        | Solución Popular (SoP)                    | 121,065      | 3.36         | n/a          | 1       | n/a     |
|                        | Unión por el Perú (UPP)                   | 98,770       | 2.75         | n/a          | 1       | n/a     |
|                        | Acción Popular (AP)                       | 77,714       | 2.16         | n/a          | 0       | n/a     |
|                        | Proyecto País (PrP)                       | 59,341       | 1.65         | n/a          | 0       | n/a     |
|                        | Todos por la Victoria (TpV)               | 53,659       | 1.49         | n/a          | 0       | n/a     |
|                        | Frente Popular Agrícola del Perú (Frepap) | 50,085       | 1.39         | n/a          | 0       | n/a     |
|                        |                                           |              |              |              |         |         |
| Total                  | Total                                     | 3,598,386    |              |              | 35      | n/a     |
|                        |                                           |              |              |              |         |         |
| Votos válidos          | Votos válidos                             | 3,598,386    | 82.75        | n/a          |         |         |
| Votos en blanco        | Votos en blanco                           | 336,136      | 7.73         | n/a          |         |         |
| Votos nulos            | Votos nulos                               | 414,234      | 9.52         | n/a          |         |         |
| Votos emitidos         | Votos emitidos                            | 4,348,756    | 81.12        | n/a          |         |         |
| Abstenciones           | Abstenciones                              | 966,429      | 18.88        | n/a          |         |         |
| Votantes registrados   | Votantes registrados                      | 5,315,185    |              |              |         |         |
|                        |                                           |              |              |              |         |         |
| Fuente:                |                                           |              |              |              |         |         |

### Elecciones parlamentarias de 2000
Elecciones parlamentarias en distrito electoral nacional único

### Elecciones parlamentarias de 1995
Elecciones parlamentarias en distrito electoral nacional único

### Elecciones parlamentarias de 1990
| Partidos y coaliciones | Partidos y coaliciones                                     | Voto popular | Voto popular | Voto popular | Escaños | Escaños |
| Partidos y coaliciones | Partidos y coaliciones                                     | Votos        | %            | ±pp          | Total   | +/−     |
| --- | ---------------------------------------------------------- | ------------ | ------------ | ------------ | ------- | ------- |
| | Frente Democrático1 (Movimiento Libertad–PPC–AP)           | 649,107      | 32.97        | n/a          | 14      | +5      |
| | Cambio 90 (C90)                                            | 393,486      | 19.98        | Nuevo        | 9       | +8      |
| | Frente Independiente Moralizador (FIM)                     | 307,708      | 15.63        | Nuevo        | 7       | +7      |
| | Partido Aprista Peruano (APRA)                             | 296,472      | 15.06        | –33.08       | 6       | –15     |
| | Izquierda Unida (IU)                                       | 130,716      | 6.64         | –18.06       | 2       | –8      |
| | Izquierda Socialista (IS)                                  | 98,122       | 4.98         | Nuevo        | 2       | +2      |
| | Frente Popular Agrícola del Perú (Frepap)                  | 16,586       | 0.84         | Nuevo        | 0       | ±0      |
| | Unión Cívica Independiente                                 | 15,401       | 0.78         | Nuevo        | 0       | ±0      |
| | Frente Nacional de Trabajadores y Campesinos2 (Frenatraca) | 14,732       | 0.75         | –0.02        | 0       | ±0      |
| | Frente Independiente Nacionalista                          | 6,106        | 0.31         | Nuevo        | 0       | ±0      |
| | Movimiento de Reconstrucción Nacional                      | 5,588        | 0.28         | Nuevo        | 0       | ±0      |
| | Frente Independiente Democrático                           | 4,780        | 0.24         | Nuevo        | 0       | ±0      |
| | Unión Nacional Odriísta (UNO)                              | 4,745        | 0.24         | n/a          | 0       | ±0      |
| | Frente Independiente de Retirados                          | 3,477        | 0.18         | Nuevo        | 0       | ±0      |
| | Movimiento Social Independiente                            | 3,266        | 0.17         | Nuevo        | 0       | ±0      |
| | Alianza Democrática                                        | 3,204        | 0.16         | Nuevo        | 0       | ±0      |
| | Movimiento de Bases Hayistas3 (MBH)                        | 2,982        | 0.15         | n/a          | 0       | ±0      |
| | Unión Democrática                                          | 2,843        | 0.14         | Nuevo        | 0       | ±0      |
| | Agrupación Política Independiente Cooperación Nacional     | 1,915        | 0.10         | Nuevo        | 0       | ±0      |
| | Lista Independiente de Trabajadores Socialistas            | 1,876        | 0.10         | Nuevo        | 0       | ±0      |
| | Unión Renovadora del Perú                                  | 1,312        | 0.07         | Nuevo        | 0       | ±0      |
| | Unión Nacional Democrática                                 | 1,025        | 0.05         | Nuevo        | 0       | ±0      |
| | Unidos                                                     | 1,020        | 0.05         | Nuevo        | 0       | ±0      |
| | Movimiento Independiente Solidaridad                       | 913          | 0.05         | Nuevo        | 0       | ±0      |
| | Acuerdo Independiente para el Desarrollo Nacional          | 597          | 0.03         | Nuevo        | 0       | ±0      |
| | Alianza Peruana Popular Independiente                      | 375          | 0.02         | Nuevo        | 0       | ±0      |
| | Partido PASOP                                              | 357          | 0.02         | Nuevo        | 0       | ±0      |
| | Organización Democrática Independiente                     | 342          | 0.02         | Nuevo        | 0       | ±0      |
| |                                                            |              |              |              |         |         |
| Total | Total                                                      | 1,969,053    |              |              | 40      | ±0      |
| |                                                            |              |              |              |         |         |
| Votos válidos | Votos válidos                                              | 1,969,053    | 83.88        | –11.25       |         |         |
| Votos en blanco | Votos en blanco                                            | 113,301      | 4.83         | +3.18        |         |         |
| Votos nulos | Votos nulos                                                | 265,019      | 11.29        | +8.07        |         |         |
| Votos emitidos | Votos emitidos                                             | 2,347,373    | n/d          | n/a          |         |         |
| Abstenciones | Abstenciones                                               | n/d          | n/d          | n/a          |         |         |
| Votantes registrados | Votantes registrados                                       | n/d          |              |              |         |         |
| |                                                            |              |              |              |         |         |
| Fuente: |                                                            |              |              |              |         |         |
| Notas al pie: 1 Comparado con los resultados del Partido Popular Cristiano (dentro de la coalición Convergencia Democrática ) y Acción Popular en las elecciones de 1985. 2 Comparado con los resultados de Izquierda Nacionalista (IN) en las elecciones de 1985. 3 Dentro de la coalición Convergencia Democrática (CODE) en las elecciones de 1980. |                                                            |              |              |              |         |         |
| Notas al pie: |                                                            |              |              |              |         |         |
| 1 Comparado con los resultados del Partido Popular Cristiano (dentro de la coalición Convergencia Democrática) y Acción Popular en las elecciones de 1985. 2 Comparado con los resultados de Izquierda Nacionalista (IN) en las elecciones de 1985. 3 Dentro de la coalición Convergencia Democrática (CODE) en las elecciones de 1980.                |                                                            |              |              |              |         |         |

### Elecciones parlamentarias de 1985
| Partidos y coaliciones | Partidos y coaliciones                                        | Voto popular | Voto popular | Voto popular | Escaños | Escaños |
| Partidos y coaliciones | Partidos y coaliciones                                        | Votos        | %            | ±pp          | Total   | +/−     |
| --- | ------------------------------------------------------------- | ------------ | ------------ | ------------ | ------- | ------- |
| | Partido Aprista Peruano (APRA)                                | 998,731      | 48.14        | +25.56       | 21      | +11     |
| | Izquierda Unida1 (UNIR–UDP–PRT–UI–FOCEP–APS)                  | 512,475      | 24.70        | +5.49        | 10      | +4      |
| | Convergencia Democrática2 (PPC–MBH)                           | 376,880      | 18.17        | +3.08        | 7       | +1      |
| | Acción Popular (AP)                                           | 112,740      | 5.44         | –33.73       | 2       | –16     |
| | Frente Democrático de Unidad Nacional (FUN)                   | 25,647       | 1.24         | Nuevo        | 0       | ±0      |
| | Izquierda Nacionalista3 (IN)                                  | 15,969       | 0.77         | –0.56        | 0       | ±0      |
| | Partido de Avanzada Nacional (PAN)                            | 7,853        | 0.38         | Nuevo        | 0       | ±0      |
| | Movimiento Cívico Nacional 7 de Junio (M7J)                   | 6,000        | 0.29         | Nuevo        | 0       | ±0      |
| | Partido Socialista de los Trabajadores (PST)                  | 4,824        | 0.23         | Nuevo        | 0       | ±0      |
| | Partido Mariateguista para la Liberación Nacional (PMLN)      | 4,544        | 0.22         | Nuevo        | 0       | ±0      |
| | Partido Socialista del Perú (PSP)                             | 3,366        | 0.16         | ±0.00        | 0       | ±0      |
| | Lista Independiente Asociación de Vecinos del Cercado de Lima | 1,723        | 0.08         | Nuevo        | 0       | ±0      |
| | Lista Independiente Frente de Defensa de la Constitución      | 1,158        | 0.06         | Nuevo        | 0       | ±0      |
| | Lista Independiente Movimiento Revolucionario Velasquista     | 1,157        | 0.06         | Nuevo        | 0       | ±0      |
| | Lista Independiente Unidad Democrática Independiente          | 935          | 0.05         | Nuevo        | 0       | ±0      |
| | Lista Independiente Republicanos por el Plan Perú             | 261          | 0.01         | Nuevo        | 0       | ±0      |
| | Lista Independiente Movimiento Andino Restaurador             | 201          | 0.01         | Nuevo        | 0       | ±0      |
| |                                                               |              |              |              |         |         |
| Total | Total                                                         | 2,074,464    |              |              | 40      | ±0      |
| |                                                               |              |              |              |         |         |
| Votos válidos | Votos válidos                                                 | 2,074,464    | 95.13        | +11.99       |         |         |
| Votos en blanco | Votos en blanco                                               | 36,042       | 1.65         | –2.79        |         |         |
| Votos nulos | Votos nulos                                                   | 70,250       | 3.22         | –9.20        |         |         |
| Votos emitidos | Votos emitidos                                                | 2,180,756    | 84.48        | n/a          |         |         |
| Abstenciones | Abstenciones                                                  | 400,659      | 15.52        | n/a          |         |         |
| Votantes registrados | Votantes registrados                                          | 2,581,415    |              |              |         |         |
| |                                                               |              |              |              |         |         |
| Fuente: |                                                               |              |              |              |         |         |
| Notas al pie: 1 Comparado con los resultados de los partidos Unión de Izquierda Revolucionaria (PCP-PR–PCR–VR–FLN), Unidad Democrático Popular (UDP), Partido Revolucionario de los Trabajadores (PRT), Unidad de Izquierda (UI), el Frente Obrero Campesino Estudiantil y Popular (FOCEP) y Acción Política Socialista (APS) en las elecciones de 1980. 2 Comparado con los resultados del Partido Popular Cristiano (PPC) en las elecciones de 1980. 3 Comparado con los resultados del Frente Nacional de Trabajadores y Campesinos (Frenatraca) en las elecciones de 1980. |                                                               |              |              |              |         |         |
| Notas al pie: |                                                               |              |              |              |         |         |
| 1 Comparado con los resultados de los partidos Unión de Izquierda Revolucionaria (PCP-PR–PCR–VR–FLN), Unidad Democrático Popular (UDP), Partido Revolucionario de los Trabajadores (PRT), Unidad de Izquierda (UI), el Frente Obrero Campesino Estudiantil y Popular (FOCEP) y Acción Política Socialista (APS) en las elecciones de 1980. 2 Comparado con los resultados del Partido Popular Cristiano (PPC) en las elecciones de 1980. 3 Comparado con los resultados del Frente Nacional de Trabajadores y Campesinos (Frenatraca) en las elecciones de 1980.               |                                                               |              |              |              |         |         |

### Elecciones parlamentarias de 1980
| Partidos y coaliciones | Partidos y coaliciones                                    | Voto popular | Voto popular | Voto popular | Escaños | Escaños |
| Partidos y coaliciones | Partidos y coaliciones                                    | Votos        | %            | ±pp          | Total   | +/−     |
| ---------------------- | --------------------------------------------------------- | ------------ | ------------ | ------------ | ------- | ------- |
|                        | Acción Popular (AP)                                       | 579,263      | 39.17        | n/a          | 18      | n/a     |
|                        | Partido Aprista Peruano (APRA)                            | 333,901      | 22.58        | n/a          | 10      | n/a     |
|                        | Partido Popular Cristiano (PPC)                           | 223,161      | 15.09        | n/a          | 6       | n/a     |
|                        | Unidad Democrático Popular (UDP)                          | 70,496       | 4.77         | n/a          | 2       | n/a     |
|                        | Partido Revolucionario de los Trabajadores (PRT)          | 70,190       | 4.75         | n/a          | 2       | n/a     |
|                        | Unión de Izquierda Revolucionaria (PCP-PR–PCR–VR–FLN)     | 62,607       | 4.23         | n/a          | 1       | n/a     |
|                        | Unidad de Izquierda (UI)                                  | 58,325       | 3.94         | n/a          | 1       | n/a     |
|                        | Frente Nacional de Trabajadores y Campesinos (Frenatraca) | 19,731       | 1.33         | n/a          | 0       | n/a     |
|                        | Frente Obrero Campesino Estudiantil y Popular (FOCEP)     | 18,002       | 1.22         | n/a          | 0       | n/a     |
|                        | Unión Nacional Odriísta (UNO)                             | 10,791       | 0.73         | n/a          | 0       | n/a     |
|                        | Organización Política de la Revolución Peruana (OPRP)     | 8,531        | 0.58         | n/a          | 0       | n/a     |
|                        | Movimiento Democrático Peruano (MDP)                      | 5,425        | 0.37         | n/a          | 0       | n/a     |
|                        | Lista Independiente Movimiento Cívico Nisei               | 5,257        | 0.36         | n/a          | 0       | n/a     |
|                        | Acción Política Socialista (APS)                          | 4,405        | 0.30         | n/a          | 0       | n/a     |
|                        | Movimiento Popular de Acción e Integración Social (MPAIS) | 3,664        | 0.25         | n/a          | 0       | n/a     |
|                        | Partido Socialista del Perú (PSP)                         | 2,363        | 0.16         | n/a          | 0       | n/a     |
|                        | Lista Independiente Provincial de Lima                    | 1,659        | 0.11         | n/a          | 0       | n/a     |
|                        | Lista Independiente Cooperación Popular                   | 1,242        | 0.08         | n/a          | 0       | n/a     |
|                        |                                                           |              |              |              |         |         |
| Total                  | Total                                                     | 1,479,013    |              |              | 40      | n/a     |
|                        |                                                           |              |              |              |         |         |
| Votos válidos          | Votos válidos                                             | 1,479,013    | 83.14        | n/a          |         |         |
| Votos en blanco        | Votos en blanco                                           | 78,868       | 4.44         | n/a          |         |         |
| Votos nulos            | Votos nulos                                               | 213,846      | 12.42        | n/a          |         |         |
| Votos emitidos         | Votos emitidos                                            | 1,771,727    | n/d          | n/a          |         |         |
| Abstenciones           | Abstenciones                                              | n/d          | n/d          | n/a          |         |         |
| Votantes registrados   | Votantes registrados                                      | n/d          |              |              |         |         |
|                        |                                                           |              |              |              |         |         |
| Fuente:                |                                                           |              |              |              |         |         |